# Oedopeza ocellata
Oedopeza ocellata es una especie de escarabajo longicornio del género Oedopeza, tribu Acanthocinini, subfamilia Lamiinae. Fue descrita científicamente por Fabricius en 1801.

## Descripción
Mide 6,75-15,6 milímetros de longitud.

## Distribución
Se distribuye por Argentina, Barbados, Belice, Bolivia, Brasil, Colombia, Costa Rica, Cuba, Ecuador, Guatemala, Guyana, Guayana Francesa, Honduras, México, Nicaragua, Panamá, Paraguay, Perú, Surinam, Trinidad y Tobago y Uruguay.